# Liste der Kulturdenkmale in Fischergasse (Meißen)
In der Liste der Kulturdenkmale in Fischergasse sind die Kulturdenkmale der im Norden der Stadt Meißen am linken Ufer der Elbe gelegenen Gemarkung Fischergasse verzeichnet, die bis September 2024 vom Landesamt für Denkmalpflege Sachsen erfasst wurden (ohne archäologische Kulturdenkmale). Die Anmerkungen sind zu beachten.
Diese Aufzählung ist eine Teilmenge der Liste der Kulturdenkmale in Meißen.

## Liste der Kulturdenkmale in Fischergasse
| Bild                                    | Bezeichnung | Lage                                      | Datierung                                                             | Beschreibung | ID       |
| --------------------------------------- | --- | ----------------------------------------- | --------------------------------------------------------------------- | --- | -------- |
| Weitere Bilder                          | Wohnhaus über winkelförmigem Grundriss                                                                                     | Fischergasse 1 (Karte)                    | Prägender Umbau 1870 (im Kern 17. Jahrhundert); weiterer Umbau später | Sozialgeschichtlich und baugeschichtlich von Bedeutung | 09266329 |
| Weitere Bilder                          | Wohnhaus | Fischergasse 11 (Karte)                   | 2. Hälfte 18. Jahrhundert                                             | Sozialgeschichtlich, städtebaulich und baugeschichtlich von Bedeutung, ländlicher Wohnbau mit kleeblattförmiger Haustür                                             | 09266259 |
| Weitere Bilder                          | Wohnhaus | Fischergasse 13 (Karte)                   | 2. Hälfte 18. Jahrhundert                                             | Sozialgeschichtlich, städtebaulich und baugeschichtlich von Bedeutung, ländlicher Wohnbau mit verkleidetem Fachwerk                                                 | 09266260 |
| Weitere Bilder                          | Wohnhaus | Fischergasse 16 (Karte)                   | Bezeichnet mit 1770 (oder 1772)                                       | Sozialgeschichtlich, städtebaulich und baugeschichtlich von Bedeutung, ländlicher Wohnbau mit verputztem Fachwerk, barockes Eingangsportal                          | 09266262 |
| Weitere Bilder                          | Wohnhaus mit zwei Nebengebäuden im Hof (eines angebaut, eines einzeln stehend)                                             | Fischergasse 17 (Karte)                   | Bezeichnet mit 1793                                                   | Sozialgeschichtlich, städtebaulich und baugeschichtlich von Bedeutung                                                                                               | 09266263 |
| Direkt Bild zu diesem Denkmal hochladen | Parkanlage am Burgberg, Baumpaar am Dom und zwei Solitärbäume auf dem Domplatz (Einzeldenkmal der Sachgesamtheit 09300521) | Leipziger Straße 38 (Meisastraße) (Karte) | 1883–1884; 1894, Erweiterung; 1905, Erweiterung                       | Einzeldenkmal der Sachgesamtheit Meißner Burgberg; ortsgeschichtlich, gartengeschichtlich, städtebaulich und landschaftsgestaltend von Bedeutung                    | 09307208 |
| Weitere Bilder                          | Mietshaus in halboffener Bebauung und Ecklage                                                                              | Leipziger Straße 43 (Karte)               | 1880er Jahre                                                          | Städtebaulich von Bedeutung, ein Gründerzeithaus | 09265642 |
| Weitere Bilder                          | Mietshaus in halboffener Bebauung                                                                                          | Leipziger Straße 45 (Karte)               | Um 1890                                                               | Städtebaulich und baugeschichtlich von Bedeutung, ein Gründerzeithaus (Klinkerfassade mit auffälligen Neorenaissancegiebeln)                                        | 09265643 |
| Weitere Bilder                          | Bauernhaus mit Einfriedung                                                                                                 | Leipziger Straße 46 (Karte)               | Bezeichnet mit 1810                                                   | Sozial- und baugeschichtlich von Bedeutung, Zeugnis bäuerlicher Lebensweise vergangener Zeiten (verputzter Fachwerkbau), Bruchsteinmauer als Grundstückseinfriedung | 09265929 |
| Weitere Bilder                          | Mietshaus in offener Bebauung, mit Gaststätte Am Burgberg                                                                  | Meisastraße 1 (Karte)                     | Um 1890                                                               | Städtebaulich und baugeschichtlich von Bedeutung, ein Gründerzeithaus, Klinkerfassade, straßenbildprägende Volutengiebel (und ehemals Balkone)                      | 09265648 |

## Ehemaliges Kulturdenkmal
| Bild                                    | Bezeichnung | Lage                    | Datierung                 | Beschreibung | ID       |
| --------------------------------------- | ----------- | ----------------------- | ------------------------- | --- | -------- |
| Direkt Bild zu diesem Denkmal hochladen | Wohnhaus    | Fischergasse 10 (Karte) | 1. Hälfte 19. Jahrhundert | Sozialgeschichtlich, städtebaulich und baugeschichtlich von Bedeutung, ländlicher Fachwerkbau. Zwischen 2001 und 2009 abgerissen. | 09266261 |

## Tabellenlegende
- Bild: Bild des Kulturdenkmals, ggf. zusätzlich mit einem Link zu weiteren Fotos des Kulturdenkmals im Medienarchiv Wikimedia Commons. Wenn man auf das Kamerasymbol klickt, können Fotos zu Kulturdenkmalen aus dieser Liste hochgeladen werden:
- Bezeichnung: Denkmalgeschützte Objekte und ggf. Bauwerksname des Kulturdenkmals
- Lage: Straßenname und Hausnummer oder Flurstücknummer des Kulturdenkmals. Die Grundsortierung der Liste erfolgt nach dieser Adresse. Der Link (Karte) führt zu verschiedenen Kartendiensten mit der Position des Kulturdenkmals. Fehlt dieser Link, wurden die Koordinaten noch nicht eingetragen. Sind diese bekannt, können sie über ein Tool mit einer Kartenansicht einfach nachgetragen werden. In dieser Kartenansicht sind Kulturdenkmale ohne Koordinaten mit einem roten bzw. orangen Marker dargestellt und können durch Verschieben auf die richtige Position in der Karte mit Koordinaten versehen werden. Kulturdenkmale ohne Bild sind an einem blauen bzw. roten Marker erkennbar.
- Datierung: Baubeginn, Fertigstellung, Datum der Erstnennung oder grobe zeitliche Einordnung entsprechend des Eintrags in der sächsischen Denkmaldatenbank
- Beschreibung: Kurzcharakteristik des Kulturdenkmals entsprechend des Eintrags in der sächsischen Denkmaldatenbank, ggf. ergänzt durch die dort nur selten veröffentlichten Erfassungstexte oder zusätzliche Informationen
- ID: Vom Landesamt für Denkmalpflege Sachsen vergebene, das Kulturdenkmal eindeutig identifizierende Objekt-Nummer. Der Link führt zum PDF-Denkmaldokument des Landesamtes für Denkmalpflege Sachsen. Bei ehemaligen Kulturdenkmalen können die Objektnummern unbekannt sein und deshalb fehlen bzw. die Links von aus der Datenbank entfernten Objektnummern ins Leere führen. Ein ggf. vorhandenes Icon  führt zu den Angaben des Kulturdenkmals bei Wikidata.